# Euphorbia beillei
Euphorbia beillei là một loài thực vật có hoa trong họ Đại kích. Loài này được A.Chev. mô tả khoa học đầu tiên năm 1933.